# Pasmo 20 m
Pasmo 20 m (potocznie nazywane czternastką) – jedno z podstawowych pasm częstotliwości amatorskich zawierające się w granicach od 14,000 do 14,350 MHz dla krótkofalowców na całym świecie.
Pasmo to jest powszechnie uważane za najlepsze pasmo do DX-owania i jest jednym z najbardziej popularnych i przepełnionych pasm podczas zawodów. Wpływa na to kilka czynników: duży rozmiar pasma (350 kHz), stosunkowo mały rozmiar anten (w porównaniu z antenami na pasma 40 m i 80 m) oraz duży potencjał w ciągu dnia, nawet w niesprzyjających warunkach propagacyjnych.

## Charakterystyka
Pasmo 20 m jest podstawowym pasmem do łączności średniego i dalekiego zasięgu. W Polsce podczas dnia umożliwia łączność z krajami europejskimi, rano można się spodziewać propagacji na Daleki Wschód, po południu i pod wieczór – na zachód (USA, Kanada), czasami jest także aktywne w nocy, dając szansę na bardzo dalekie łączności. Znakomite efekty przynoszą próby z wykorzystaniem terminatora.

## Podział pasma 20 m w Polsce[2]
Na dzień 16 października 2020
| Częstotliwość w kHz | Maksymalna szerokość pasma w Hz | Rodzaje emisji i przeznaczenie |
| ------------------- | ------------------------------- | --- |
| 14000 – 14060       | 200                             | CW, preferencja dla zawodów, 14055 kHz – środek aktywności QRS |
| 14060 – 14070       | 200                             | CW, 14060 kHz środek aktywności QRP |
| 14070 – 14089       | 500                             | Wąskie rodzaje emisji – emisje cyfrowe |
| 14089 – 14099       | 500                             | Wąskie rodzaje emisji – emisje cyfrowe, stacje bezobsługowe |
| 14099 – 14101       | –                               | IBP, wyłącznie dla radiolatarni |
| 14101 – 14112       | 2700                            | Wszystkie rodzaje emisji – emisje cyfrowe, stacje bezobsługowe |
| 14112 – 14125       | 2700                            | Wszystkie rodzaje emisji |
| 14125 – 14300       | 2700                            | Wszystkie rodzaje emisji SSB preferencja dla zawodów 14130 kHz – środek aktywności głosowych emisji cyfrowych 14195 ± 5 kHz – pierwszeństwo dla ekspedycji DX-owych 14230 kHz – środek aktywności emisji obrazowych 14285 kHz – środek aktywności SSB QRP |
| 14300 – 14350       | 2700                            | Wszystkie rodzaje emisji 14300 kHz – środek ogólnoświatowej aktywności alarmowej |